# Turnera kuhlmanniana
Turnera kuhlmanniana är en passionsblomsväxtart som beskrevs av Arbo. Turnera kuhlmanniana ingår i släktet Turnera och familjen passionsblomsväxter. Inga underarter finns listade i Catalogue of Life.